# Лориж
Лори́ж (фр. Loriges) — коммуна во Франции, находится в регионе Овернь. Департамент коммуны — Алье. Входит в состав кантона Сен-Пурсен-сюр-Сиуль. Округ коммуны — Мулен.
Код INSEE коммуны — 03148.

## Население
Население коммуны на 2008 год составляло 311 человек.
| 1962 | 1968 | 1975 | 1982 | 1990 | 1999 | 2008 |
| ---- | ---- | ---- | ---- | ---- | ---- | ---- |
| 293  | 296  | 281  | 271  | 323  | 326  | 311  |

## Экономика
В 2007 году среди 183 человек в трудоспособном возрасте (15—64 лет) 141 были экономически активными, 42 — неактивными (показатель активности — 77,0 %, в 1999 году было 73,0 %). Из 141 активных работали 128 человек (65 мужчин и 63 женщины), безработных было 13 (6 мужчин и 7 женщин). Среди 42 неактивных 12 человек были учениками или студентами, 16 — пенсионерами, 14 были неактивными по другим причинам.